# بازی‌های گرسنگی (رمان)
بازی‌های گرسنگی یا عطش مبارزه (به انگلیسی: The Hunger Games) رمانی در یک پادآرمان‌شهر است که توسط نویسنده آمریکایی، سوزان کالینز، در سال ۲۰۰۸ نوشته شد. این کتاب به صورت روایتی اول شخص از دختر ۱۶ ساله‌ای به نام کتنیس اوردین در آینده‌ای پسارستاخیزی است که در کشور پانم در آمریکای شمالی زندگی می‌کند. کاپیتول کلانشهری بسیار پیشرفته‌است که کنترل سیاسی دیگر مناطق این کشور را به دست دارد. بازی‌های گرسنگی یک رویداد سالانه است که در آن یک پسر و یک دختر با سن ۱۲ الی ۱۸ سال، از هر یک از مناطق دوازده‌گانه اطراف کاپیتول توسط قرعه‌کشی انتخاب می‌شوند و در یک نبرد تلویزیونی می‌جنگند و تا سرحد مرگ رقابت می‌کنند.
این کتاب توسط اکثر منتقدان و نویسندگان مورد تحسین واقع شد. منتقدان آن را برای داستان و شخصیت‌پردازی مناسبش ستوده‌اند. کالینز در نوشتن بازی‌های گرسنگی بر اساطیر یونانی، مسابقات گلادیاتورها در روم و تلویزیون واقع‌نمای معاصر به عنوان مضامین موضوعی تمرکز کرده‌است. رمان برنده جوایز بسیاری شد از جمله مدال خوانندگان جوان کالیفرنیا  و عنوان «بهترین کتاب سال» پابلیشرز ویکلی در سال ۲۰۰۸.
بازی‌های گرسنگی اولین بار به شکل گالینگور در ۱۴ سپتامبر ۲۰۰۸ توسط اسکلاستیک منتشر شد و جلد آن را تیم اوبراین طراحی کرده بود. پس از آن به صورت کتاب جلد کاغذی و همچنین به صورت کتاب صوتی و کتاب الکترونیکی نیز منتشر شده‌است. در چاپ نخست ۲۰۰٬۰۰۰ جلد از این کتاب بفروش رفت و تا فوریه ۲۰۱۰ این تعداد به ۸۰۰٬۰۰۰ نسخه رسید. پس از انتشار بازی‌های گرسنگی این کتاب به ۲۶ زبان ترجمه شد و حق انتشار آن در ۳۸ کشور فروخته شد. این رمان قسمت نخست از سه‌گانه بازی‌های گرسنگی است و به دنبال آن اشتعال (۲۰۰۹) و زاغ مقلد (۲۰۱۰) نیز منتشر شدند. یک فیلم اقتباسی به کارگردانی گری راس در سال ۲۰۱۲ ساخته شد که نویسندگی و تولید مشترک آن را کالینز به عهده داشت.

## پس‌زمینه
کالینز گفته‌است که برای بازی‌های گرسنگی از گشتن کانال‌ها در تلویزیون الهام گرفته. در یکی از کانال‌ها او افرادی را دید که سرگرم رقابت در تلویزیون واقع‌نما بودند و در کانال دیگر او صحنه‌هایی از حمله به عراق را مشاهده کرد. این توالی فکرش را مغشوش کرد و ایده‌ای برای خلق کتاب شد. داستان یونانی تسئوس نیز از ستون‌های اصلی داستان کالینز برای خلق شخصیت کتنیس شد که به عنوان یک تسئوس پیشرو است. همچنین نبرد گلادیاتورها در روم باستان از چارچوب‌هایی است که نویسنده از آن‌ها الهام گرفته. کالینز پدرش را در جنگ ویتنام از دست داده بود و این احساس در داستان نفوذ کرده و شخصیت کتنیس هم در سن ۱۱ سالگی، پنج سال قبل از این که داستان آغاز شود، پدرش را از دست داده‌است. کالینز گفته که مرگ و میر شخصیت‌های جوان و دیگر «گذرگاه‌های تاریک» داستان سخت‌ترین بخش‌ها در هنگام نوشتن کتاب بودند ولی او پذیرفته که اینچنین گذرگاه‌هایی برای داستان ضروری هستند. او همچنین گفته از لحظاتی که کتنیس به یاد خاطرات شادتر خود در گذشته می‌افتاده، لذت بیشتری برده‌است.

## داستان
همچنین ببینید: دنیای خیالی بازی‌های گرسنگی
بازی‌های گرسنگی در مملکتی به نام پانم رخ می‌دهد که در آمریکای شمالی جای دارد و متعلق به دوره‌ای پس از نابودی تمدن در این قاره، در رویداد ناشناختهٔ آخرالزمانی، است. این مملکت از کاپیتول ثروتمند و دوازده منطقهٔ فقیرتر پیرامونش تشکیل می‌شود که همگی تحت کنترل دیکتاتوری کاپیتول قرار دارند. کاپیتول از این مناطق برای تأمین منابع طبیعی و نیروی کار ارزان سوءاستفاده می‌کند. منطقهٔ ۱۲ ناحیه‌ای غنی از زغال سنگ است که در آپالاشیا قرار دارد؛ در حالی که کاپیتول در کوه‌های راکی جای دارد.
به عنوان مجازاتی برای شورش گذشته در برابر کاپیتول، هر ساله یک پسر و یک دختر بین سنین ۱۲ و ۱۸ سال بایستی از هر منطقه با قرعه‌کشی برای شرکت در بازی‌های گرسنگی انتخاب شوند. این بازی‌ها یک مسابقه «بزرگداشت» است که در آن مبارزه شرکت‌کنندگان در میدان مسابقه از تلویزیون پخش می‌شود و تا زمانی که تنها یک نفر باقی بماند، نبرد ادامه دارد.
داستان‌ها توسط دختر شانزده ساله‌ای به نام کتنیس اوردین روایت می‌شود که دختری از منطقه ۱۲ است و داوطلب شده تا به جای خواهر دوازده ساله‌اش، پریمرز، در مسابقات شرکت کند. پسر برگزیده برای مسابقه از این منطقه نیز پیتا ملارک، همکلاسی سابق کتنیس، است که خانواده‌اش نانوایی دارند و پیشتر یک بار وقتی خانواده کتنیس گرسنه مانده بودند، به او نان داده بود.
کتنیس و پیتا به سوی کاپیتول می‌روند. چند روز مانده به شروع بازی‌ها یک تیم برای پشتیبانی و مشاوره آن‌ها در نظر گرفته می‌شود که متشکل از یک مربی مست به نام هِیمیچ اَبِرناثی  (که تنها بازمانده زنده از منطقهٔ ۱۲ است که در بازی‌های گرسنگی پیروز شده)، افی ترینکت، دو طراح مد و سه کارگر آموزشی هستند که هر یک تلاش می‌کنند این دو به بهترین وجه به نظر آیند. طراح مد کتنیس، سینا، تنها کسی است که او در کاپیتول به عنوان یک دوست بدان می‌نگرد. آن‌ها همچنین به عموم مردم معرفی شده و با برگزاری تمرین‌هایی توسط بازی‌سازان ارزیابی می‌شوند. کتنیس، و تا حدی کمتر، پیتا خود را از دیگر پیشکش‌های شرکت‌کننده جدا می‌کنند. رو، دختر بچه‌ای ریزاندام و دوازده ساله که پیشکش منطقهٔ ۱۱ است، به این دو نزدیک شده و پیرامون آن‌هاست.
هر پیشکش در مصاحبه‌ای تلویزیونی با یک مجری به نام سزار فیلکرمن شرکت می‌کند؛ آن‌ها با استفاده از این فرصت سعی می‌کنند نظر «حامیان» را به خود جلب کنند، چون حامیان می‌توانند در طول پخش مسابقات، برای آنان هدایایی با خواص نجات‌بخش ارسال کنند. پیتا در مصاحبه‌اش از عشق دیرین و نافرجامش به کتنیس صحبت می‌کند. در ابتدا کتنیس فکر می‌کند این ترفندی ساده برای جلب نظر حامیان بوده و واکنش شدیدی به آن نشان نمی‌دهد (مدت‌ها بعد او درمی‌یابد که صحبت‌های پیتا صادقانه بود). هیمیچ هم نشان دادن تصویری از «عاشقان بد طالع» برای این دو را ترویج می‌کند.
نزدیک به نیمی از پیش‌کش‌ها در اولین روز بازی‌ها کشته می‌شوند؛ در پیرامون نقطهٔ شروع مبارزه سلاح و تدارکات روی زمین پخش است. کتنیس مشاورهٔ هیمیچ به فرار بی‌درنگ را نادیده می‌گیرد و از این رو تا آستانهٔ مرگ پیش می‌رود. او از تمرین‌های خوب شکار و مهارت‌هایش برای بقا و پنهان شدن در جنگل بهره می‌جوید. چند روز بعد، یک دیوار آتشین مصنوعی کتنیس را وادار می‌کند به سوی دیگران برود. «کاریرها»  (پیشکش‌هایی از منطقهٔ ثروتمند و وفادار که به شدت برای شرکت در بازی‌ها آموزش دیده‌اند) او را می‌یابند و در تنگنا قرار می‌دهند و به نظر می‌رسد پیتا نیز با آنان متحد شده‌است. کتنیس بالای یک درخت محاصره شده و رو نیز بالای درختی در آن نزدیکی‌ها پنهان شده‌است. او به آرامی کتنیس را متوجه لانهٔ زنبورهای ردیاب و کشنده می‌کند. کتنیس هم شاخه‌ای را که لانه روی آن قرار دارد می‌برد و لانهٔ زنبورها به پایین سقوط می‌کند. سم نیش این زنبورها یک دختر را می‌کشد و دیگران هم هر یک به سویی می‌گریزند. به‌هرحال، کتنیس که خودش هم نیش خورده، شروع به هذیان گفتن می‌کند. پیتا برمی‌گردد، ولی به جای قتل کتنیس، به او می‌گوید که فرار کند.
کتنیس و رو به متحد و دوست یکدیگر بدل می‌شوند؛ اما رو توسط یکی دیگر از پیشکش‌ها به سختی زخمی می‌شود و کتنیس آن پیشکش را با پیکان تیری می‌کشد. کتنیس تا هنگامی که رو نمرده، برای او آواز می‌خواند و بر روی جسد او گل می‌ریزد که نشان از تمرد او در برابر خواستهٔ کاپیتول دارد. در حرکتی بی‌سابقه برای کتنیس از منطقهٔ رو، نانی به عنوان هدیه می‌فرستند.
سپس تغییر یک قانون اعلام می‌شود که اجازه می‌دهد هر دو پیشکش یک منطقه، در صورت پیروزی، بتوانند از مسابقه جان به در برند. کتنیس پیتا را در حالی که به شدت زخمی شده می‌یابد و از او پرستاری می‌کند و در همین حین به ایفای نقش دختری عاشق می‌پردازد تا از هدایای حامیان برخوردار شود. بازی‌سازان اعلام می‌کنند که هر چه شرکت‌کننده‌ها نیاز داشته باشند، در یک جشن اعطا می‌شود و کتنیس علی‌رغم خطرات جانی موجود، برای به دست آوردن داروهای پیتا، ریسک می‌کند. او با دختری به نام کلاو، که در کشتن رو شریک بود، گلاویز می‌شود و کلاو بر او مسلط می‌شود، ولی هنگامی که در حال بدگویی از رو بود، ترش، پیشکش پسر از منطقهٔ ۱۱، سر می‌رسد و او را به قتل می‌رساند ولی به کتنیس — فقط همین یکبار — به خاطر رو، امان می‌دهد. نهایتاً دارو موجب بهبود حال پیتا می‌شود.
در نهایت مسابقه کتنیس و پیتا تنها بازماندگان مبارزه می‌مانند اما بازی‌سازان از اعمال قوانین تغییر یافته منصرف می‌شوند و تلاش می‌کنند با خلق وضعی دراماتیک، این دو را مجاب کنند که دیگری را به قتل برسانند. در عوض، کتنیس میوهٔ بسیار سمی «نایت‌لاک»  را از جیب خود بیرون می‌آورد و نیمی از آن را به پیتا می‌دهد. بازی‌سازان پس از این که متوجه می‌شوند کتنیس و پیتا قصد خودکشی دارند، اعلام می‌کنند که آن‌ها، هر دو، پیروز هفتاد و چهارمین دورهٔ بازی‌های گرسنگی هستند.
اگر چه به کتنیس به عنوان یک قهرمان خوش‌آمد گفتند، هیمیچ به او هشدار داد که در حال حاضر، به خاطر تحریک کاپیتول و مبارزه‌طلبی، تبدیل به یک هدف شده‌است. پس از آن پیتا که فهمیده اقدامات کتنیس در حین مسابقات بخشی از یک ترفند برای به دست آوردن همدردی مخاطبان بوده، دل شکسته و رنجور می‌شود. اما کتنیس مطمئن نیست که چه احساسی نسبت به او دارد.

## درون‌مایه‌ها

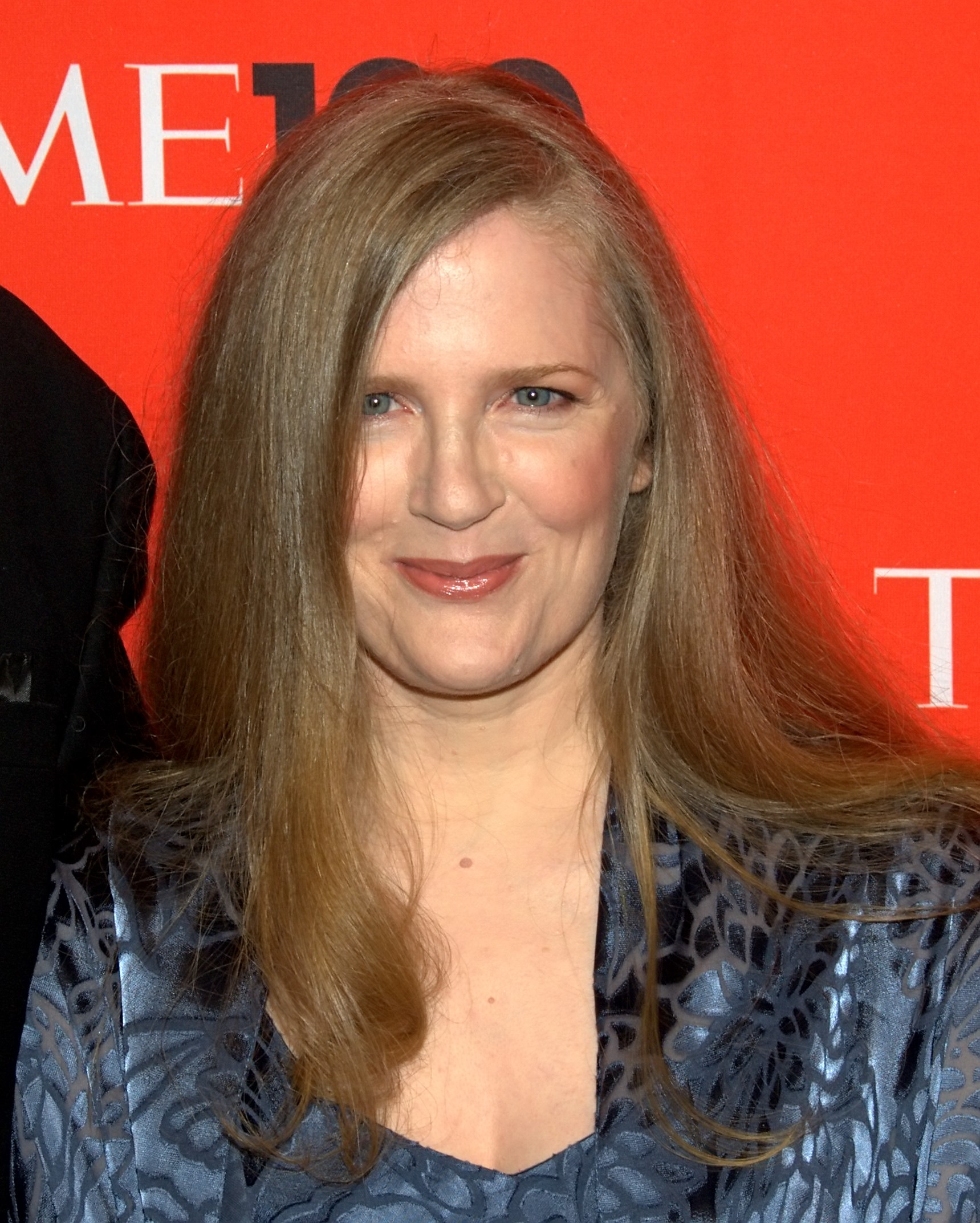
سوزان کالینز، نویسنده کتاب، در سال ۲۰۱۰ میلادی

کالینز در مصاحبه‌ای اشاره کرد که رمان «موضوعاتی ازقبیل فقر مطلق، گرسنگی، ستم و اثرات جنگ در میان دیگران را مورد توجه قرار داده‌است.» رمان به مبارزهٔ مردم پانم برای صیانت از جان خود در مناطق و بازی‌های گرسنگی که باید در آن شرکت کنند، می‌پردازد. گرسنگی شهروندان و نیازشان به منابع، چه در داخل و چه در خارج از میدان مسابقات، فضایی از درماندگی به وجود آورده که شخصیت‌های اصلی سعی می‌کنند برای بقا، با مبارزهٔ خود بر آن فائق آیند. کتنیس برای تهیهٔ مواد غذایی مورد نیاز برای خانواده‌اش شکار می‌کند، که این منجر به توسعه مهارت‌های مفید او در استفاده از تیر و کمان شده که به او در مسابقات کمک می‌کند و نشان‌دهندهٔ تمرد او در برابر قوانین کاپیتول در مواجهه با موقعیت‌های تهدیدکنندهٔ زندگی است. دارن فرینیچ  در مجلهٔ سرگرمی هفتگی دربارهٔ تشابه بازی‌ها با فرهنگ عامه می‌نویسد که این کتاب «هجو تیزی در طعنه به نمایش‌های تلویزیونی واقع‌نما است» و شخصیت سینا «تقریباً به نظر می‌رسد یک شرکت‌کننده در نسخهٔ فاشیستی برنامهٔ پروژه مد است که از لباس کتنیس به عنوان وسیله‌ای برای بیان ایده‌های بالقوه خطرناک خود استفاده می‌کند.»
تصمیم‌گیری شخصیت‌ها و استراتژی‌هایی که استفاده می‌کنند اغلب از لحاظ اخلاقی پیچیده‌است. پیشکش‌ها شخصیتی را خلق می‌کنند که مخاطبانشان می‌خواهند در طول بازی ببینند. مجلهٔ کتابخوانی طرفداران صدای جوانان درون‌مایهٔ اصلی کتاب بازی‌های گرسنگی را «کنترل دولتی، «برادر بزرگ» و استقلال شخصی» عنوان کرده‌است. تم قدرت و انحطاط سه‌گانه همان‌طور که ناشر آن، اسکلاستیک، اشاره کرده‌است، مشابه ژولیوس سزار اثر شکسپیر است. از دید لورا میلر  از نیویورکر، فرضیهٔ نویسنده در مورد بازی‌ها – یک ورزش به صورت پروپاگاندا و «تحقیر و [...] مجازات رنج‌آور» برای شکست‌خوردگان قیام سال‌ها پیش در برابر کاپیتول – غیرمتقاعدکننده است. «با تبدیل افراد معمولی به سلبریتی و آموزش به آن‌ها که چگونه برای تودهٔ مستمعین جذاب به نظر رسند، نمی‌توانید روحیه‌شان را تضعیف کنید یا آن‌ها را غیرانسانی جلوه دهید.» اما اگر درون‌مایه و موضوع فراز و نشیب‌های دوران دبیرستان و «تجربه اجتماعی دوره بلوغ» باشد، داستان خیلی بهتر تفسیر می‌شود. میلر می‌نویسد:
«قوانین خودسرانه و سطحی هستند و به سرعت می‌توانند تغییر کنند. سلسله‌مراتب اجتماعی خشنی حکفرماست که در آن ثروتمندان، خوش‌تیپ‌ها، و ورزشکاران از مزایایی نسبت به دیگران برخوردارند. برای زنده ماندن شما باید کاملاً جعلی باشید. به نظر می‌رسد بزرگسالان درک نمی‌کنند که چه ریسک بالایی وجود دارد؛ در حالی که تمام زندگی شما ممکن است تلف شود، آن‌ها طوری عمل می‌کنند که انگار این تنها یک «مرحله» از زندگی است! همه همیشه وقتی شما را می‌بینند، دربارهٔ لباس‌هایتان یا دوستانتان نظر می‌دهند یا بیش از حد نگرانند که شما رابطهٔ جنسی دارید، مواد مخدر مصرف می‌کنید یا به اندازهٔ کافی نمراتتان خوب هست یا نه، اما هیچ‌کس اهمیت نمی‌دهد که شما واقعاً کی هستید و چه احساسی در مورد چیزهای مختلف دارید.»
دونالد بریک از واشینگتن تایمز و کشیش اندی لانگفورد می‌گویند که داستان دارای تم‌های مسیحی مانند ایثار است، به‌طور مثال آنجا که کتنیس داوطلب می‌شود به جای خواهر کوچکترش به مسابقه برود، مشابه داستان قربانی شدن عیسی به عنوان یک جایگزین برای کفارهٔ گناهان بشر است. بریک و منتقدی دیگر، به نام امی سیمپسون، هر دو می‌گویند که داستان حول موضوع امید است که نمونه‌اش در خوبی فسادناپذیر پریمروز، خواهر کتنیس، قابل مشاهده است. سیمپسون همچنین به حوادث مشابه مصائب عیسی در عمل «مسیح‌گونهٔ» پیتا ملارک اشاره می‌کند، که به کتنیس هشدار می‌دهد که برای نجات زندگی‌اش فرار کند ولی خودش چاقو می‌خورد و سپس از در زمین دفن می‌شود و در یک غار سه روز می‌ماند تا این که فرصت زندگی جدیدی برایش پدید آید. همچنین او می‌گوید که تصویری از نان زندگی مسیحیان در بخشی از داستان، که پیتا ملارک به کتنیس قطعه نانی می‌بخشد تا خانواده‌اش از گرسنگی جان به در ببرند، مشهود است.

## تاریخچه انتشار
کالینز پس از نوشتن رمان یک قرارداد شش رقمی را برای انتشار هر سه کتاب مجموعه‌اش با اسکلاستیک امضا کرد. برای اولین بار کتاب در قطع گالینگور در ۱۴ سپتامبر ۲۰۰۸ در ایالات متحده آمریکا چاپ و منتشر شد. بازی‌های گرسنگی در چاپ اول ۵۰٬۰۰۰ نسخه داشت که هر دفعه دو برابر شد تا به ۲۰۰۰۰۰ کپی از کتاب رسید. تا فوریه ۲۰۱۰ این کتاب به تعداد ۸۰۰٬۰۰۰ نسخه چاپ شده بود و حق نشر این رمان در ۳۸ منطقه در سراسر جهان به فروش رسید. تنها چند ماه بعد، در ماه ژوئیه، این کتاب به صورت جلد کاغذی هم چاپ شد. بازی‌های گرسنگی در ماه نوامبر سال ۲۰۰۸ وارد فهرست کتاب‌های پرفروش نیویورک تایمز شد و توانست بیش از ۱۰۰ هفته متوالی در این فهرست باقی بماند. همچنین یک فیلم اقتباسی از بازی‌های گرسنگی در ماه مارس ۲۰۱۲ بر اساس این کتاب منتشر شد که برای ۱۳۵ هفته متوالی در فهرست پرفروش‌ترین فیلم‌های یواس‌ای تودی قرار داشت و بیش از ۱۷٫۵ میلیون نسخه از آن فروخته شد.
این رمان اولین اثر در میان سه‌گانه بازی‌های گرسنگی بود؛ و در پی آن دنباله‌های اشتعال (۲۰۰۹) و زاغ مقلد (۲۰۱۰) منتشر شدند. در ماه مارس ۲۰۱۲ که فیلم بازی‌های گرسنگی پخش شد، اسکلاستیک گزارش کرد که ۲۶ میلیون نسخه از کتب سه‌گانه فروخته شده که شامل کتاب‌های ضمیمه به فیلم نیز بودند. بازی‌های گرسنگی (و دنباله‌های آن) به شکل فوق‌العاده خوبی در فرمت کتاب الکترونیکی فروخته شدند. سوزان کالینز اولین نویسندهٔ کودکان و جوانان بود که موفق به فروش بیش از یک میلیون ای‌بوک در آمازون کیندل شد و این فروش او را، به عنوان ششمین عضو، در «باشگاه میلیونی‌های کیندل» عضو کرد. در مارس ۲۰۱۲ آمازون اعلام کرد که کالینز به پرفروش‌ترین نویسندهٔ کتاب‌های الکترونیکی تمام اعصار کیندل تبدیل شده.
یک نسخهٔ کتاب صوتی هم در دسامبر ۲۰۰۸ از بازی‌های گرسنگی منتشر شد. این کتاب صوتی توسط بازیگری به نام کارولین مک‌کورمیک قرائت می‌شود و به مدت یازده ساعت و چهارده دقیقه به طول می‌انجامد. مجله آدیوفایل نوشت: «کارولین مک کورمیک داستان را با دقت و توجه کامل روایت کرده‌است. با این حال، تکیه بیش از حد او بر قوام نثر، باعث شده که شنوندگان جوان درام از لذت شنیدن آن باز بمانند.» مجلهٔ اسکول لایبراری نیز با تمجید از کتاب صوتی می‌گوید: «مک کورمیک قسمت‌های پرحادثه را با شور و هیجان خوانده‌است، و ترس‌ها، استقامت‌ورزی‌های کتنیس را به خوبی در صدایش نشان داده‌است. همچنان است احساس علاقهٔ او به یکی دیگر از پیش‌کش‌ها [پیتا ملارک] که به مرور زمان بیشتر و بیشتر می‌شود».
تیم اوبراین جلد را به شکلی زرین از «زاغ مقلد» مزین کرد. پرنده‌ای به شکل یک مرغ مقلد ماده و پیکانی محاط در حلقه‌ای طلایی‌رنگ، در پس زمینه‌ای مشکی در این جلد نشان داده شده. این همان سنجاق سینه‌ای است که مج، دختر شهردار و دوست کتنیس، به وی هدیه داده بود. همان‌گونه که در قسمتی از کتاب از زبان کتنیس می‌خوانیم: «گویی یک نفر پرندهٔ کوچک طلایی رنگی را ساخته و سپس آن را به حلقه‌ای به دور آن وصل کرده‌است. پرنده فقط توسط نوک بال‌هایش به حلقه متصل شده‌است. ناگهان آن را می‌شناسم، یک زاغ مقلد است.»

## نقدها
بازی‌های گرسنگی تحسین منتقدان را برانگیخت. در یک بررسی برای نیویورک تایمز، جان گرین نوشت که «پی‌رنگ رمان هوشمندانه نوشته شده و سرعت رخداد حوادث بی‌نقص است» و «نقطهٔ قوت قابل توجه این رمان، خلق دنیایی پرجزئیات توسط کالینز و قهرمان زن به‌یادماندنی، پیچیده و جذاب آن است.» او ادامه می‌دهد، در حالی که کتاب از لحاظ تمثیلی غنی است، گاهی اوقات پتانسیل تمثیلی را که در پی‌رنگش وجود دارد، آزاد نمی‌کند و نوسینده صرفاً به «شرح حواث» پرداخته، نه چیزهای دیگر. نقد و بررسی مجلهٔ تایم نیز نظر مثبتی ارائه کرد و آن را «کتابی سرد، خونین و کاملاً هولناک» دانست و به ستایش آنچه که از آن به عنوان خشونتی با کیفیتی «هیپنوتیزم‌کننده» نامبرده، پرداخت. در نظر استیون کینگ برای انترتیمنت ویکلی می‌گوید این کتاب شبیه است به «بازی‌های رایانه‌ای تکون‌بخوری-می‌کشمت در لابی ساختمانی اداری؛ شما می‌دانید این واقعی نیست، اما در هر حال، شما را درگیر می‌کند.» او اظهار داشت که «صحنه‌هایی از تنبلی در نوشتن که بچه‌ها راحت‌تر از بزرگسالان آن‌ها را می‌پذیرند» در آن وجود داشت و مثلث عشقی برای این ژانر استاندارد بود. او به کتاب نمرهٔ ب داد. الیزابت بیرد از مجلهٔ اسکول لایبراریدر ستایش این رمان گفت: «به تناوب، هیجان‌انگیز، تأثرانگیز، متفکرانه، و نفس‌گیر» است و آن را یکی از بهترین کتاب‌های سال ۲۰۰۸ نامید. بوکلیست نیز در یک بررسی مثبت به ستایش شخصیت خشن و عاشقانه درگیر در این کتاب پرداخت. کیرکوس ریویوز هم مثبت بود و از اکشن و آفرینش دنیای داستان تمجید کرد اما اشاره کرد که «ویرایش ضعیف در چاپ اول، خوانندگان دقیق را پریشان کرد - یک افتضاح فاحش.» ریک ریوردن، نویسندهٔ سری کتاب‌های پرسی جکسون اند المپیمانز هم ادعا کرد که این اثر «نزدیکترین چیز به یک رمان ماجراجویی همه‌چی تمام» بود که او تا کنون خوانده بود. استفانی مایر (نویسنده سری کتاب گرگ و میش) در وبگاهش بر این مطلب صحه گذاشت که: «این کتاب فکر و ذهنم را مشغول کرده بود… بازی‌های گرسنگی شگفت‌انگیز است.»
بازی‌های گرسنگی جوایز و افتخارات بسیاری کسب کرد. پابلیشرز ویکلی عنوان «بهترین کتاب سال» در ۲۰۰۸ و نیویورک تایمز «کتاب شاخص کودکان در سال ۲۰۰۸» را به آن دادند. در سال ۲۰۰۹ این اثر برندهٔ جایزه اردک طلایی در ردهٔ افسانه‌های جوانان شد. بازی‌های گرسنگی همچنین در ردهٔ کتاب‌های فانتزی و علمی-تخیلی به همراه کتاب گورستان «برندهٔ سیبل ۲۰۰۸»  شد یکی از «بهترین کتاب‌های سال ۲۰۰۸» مجلهٔ اسکول لایبراری و «برگزیدهٔ ویراستاران بوکلیست» در سال ۲۰۰۸ شد. در سال ۲۰۱۱ این کتاب برنده مدال خواننده جوان کالیفورنیا شد. در نسخهٔ سال ۲۰۱۲ مجلهٔ والدین و فرزند اسکولاستیک، نام بازی‌های گرسنگی به عنوان سی و سومین کتاب برتر کودکان ذکر شده بود و جایزهٔ «هیجان‌انگیزترین پایان» نصیب آن شد. این رمان یکی از ۵ کتاب پرفروش کیندل در تمام ادوار است. اما، این رمان از نظر والدین بحث‌برانگیز بود؛ در سال ۲۰۱۰ در درجه‌بندی انجمن کتابخانه‌های آمریکا برای کتاب‌های به چالش کشیده شده در جایگاه پنجم فهرست بود و در میان دلایل ذکر شده «نامناسب برای گروه سنی» و «خشونت» بیان شده بود.
شباهت بازی‌های گرسنگی به رمان نبرد سلطنتی؛ نوشتهٔ کوشون تاکامی که در سال ۱۹۹۹ منتشر شده‌است، مورد توجه عده ای قرار گرفت. کالینز گفت که «هرگز پیش از برآمدن کتابم نام این کتاب یا نویسنده‌اش را نشنیده بودم. از سویی، هنگامی که آن اثر را به من متذکر شدند، من به سردبیرم گفتم که اگر لازم است، آن کتاب را بخوانم. او گفت: "نه من نمی‌خواهم که به تمام دنیا فکر کنی. فقط آنچه می‌خواهی را انجام بده.» سوزان دومینوس از نیویورک تایمز در گزارشی می‌گوید که «شباهت‌ها آنقدر زیاد است که اثر کالینز به شکل افسار گسیخته‌ای در فضاهای وبلاگی به یک دزدی وقیحانه تشبیه شد.» اما او استدلال می‌کند که «منشاءهای مختلفی می‌توانند سبب شوند که کلیت داستان دو نویسنده به طور مستقل، به یک شکل درآید.» استیون کینگ اشاره می‌کند به این که برنامهٔ تلویزیون واقع‌نمای «زمین لم‌یزرع» شباهت‌هایی با نبرد سلطنتی داشت، و همچنین نمونه‌ای از این تشابه‌ها را برای رمان‌های «مرد دونده» و «پیاده‌روی طولانی» از میان آثار خود نام برد.

## فیلم اقتباسی

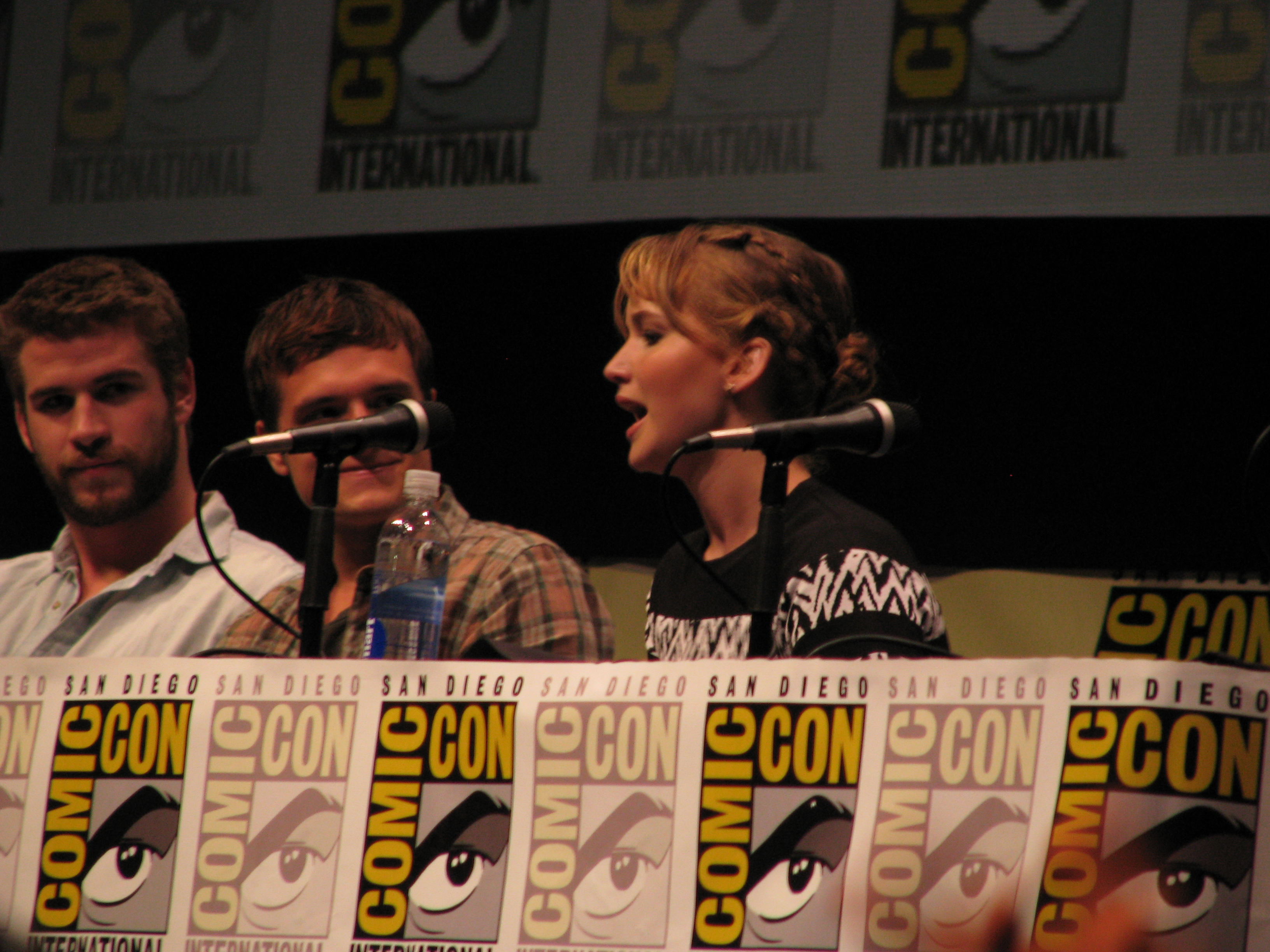
[از چپ به راست] لیام همسورث، جاش هاچرسون، و جنیفر لارنس

در مارس ۲۰۰۹ لاینزگیت انترتیمنت برای ساخت فیلم بازی‌های گرسنگی وارد یک توافق تولید مشترک با شرکت کُلُر فُرس  نینا جاکوبسن ، که پیش از آن حق پخش رمان را در سراسر جهان چند هفته قبل از آن به دست آورده بود، شد. این استودیو که پنج سال نتوانسته بود سودی از توافق ببرد، بودجهٔ تولیدات دیگر را به فروش رساند و بودجهٔ $۸۸٬۰۰۰٬۰۰۰ – که یکی از بزرگترین ارقام تاکنون بوده – را برای فیلم تأمین کرد. جیسون دریوز ، وکیل کالینز، اظهار داشت که «آن‌ها [لاینزگیت] همه کس را در دسترس داشتند، ولی از ما خواهش کردند» با تأمین حق انتخابمان، به آن‌ها کمک کنیم. آن‌ها در نظر داشتند فیلم درجهٔ PG-13 را کسب کند، کالینز خودش متن رمان را به کمک بیلی ری، نمایش‌نامه‌نویس، و گری راس، کارگردان، برای ساخت فیلم تطبیق داد. فیلمنامهٔ حاصل بسیار وفادار به متن اصلی رمان است. گری راس گفته «احساس می‌کردم تنها راه برای ساختن فیلمی واقعاً موفق، این بود که کاملاً ذهنی باشد» چون ارائهٔ حوادث، در اثر استفاده از اول شخص حال، توسط کالینز در رمان، چنین اقتضا می‌کرد.
بازیگر زن بیست ساله، جنیفر لارنس، برای بازی در نقش کتنیس اوردین انتخاب شد. هر چند زمانی که فیلمبرداری شروع شد، لارنس چهار سال بزرگتر از شخصیت داستان بود، کالینز احساس می‌کرد این نقش «بلوغ و قدرت مسلم» را اقتضا می‌کند و گفت که او ترجیح می‌داد بازیگر بزرگ‌تر از سن شخصیتش نشان داده شود. او افزود که لارنس «تنها کسی بود که واقعاً شخصیتی که من در کتاب نوشتم را تسخیر کرد» و این که او «هر کیفیت لازم و ضروری برای بازی کتنیس» را داشت. لارنس، که از طرفداران کتاب بود، پس از سه روز ایفای این نقش را پذیرفت، گرچه در ابتدا از عظمت تولید ترسید. جاش هاچرسون و لیام همسورث بعدتر به عنوان بازیگران نقش پیتا و گیل اضافه شدند. تولید در اواخر بهار ۲۰۱۱ آغاز شد و فیلم ۲۳ مارس ۲۰۱۲ منتشر شد. افتتاحیه این فیلم به رکورد $۱۵۲٫۵ میلیون دلار در آمریکای شمالی دست یافت. سال بعد بازی‌های گرسنگی: اشتعال، بر اساس رمان دوم این مجموعه کتاب در ۲۲ نوامبر ۲۰۱۳ منتشر شد.